# Tisbe pentataenia
Tisbe pentataenia är en kräftdjursart som beskrevs av Volkmann-Rocco 1973. Tisbe pentataenia ingår i släktet Tisbe och familjen Tisbidae. Inga underarter finns listade i Catalogue of Life.